# Марч, Стефани
Стефани Кэролайн Марч (англ. Stephanie Caroline March; род. 23 июля 1974, Даллас, США) — американская актриса и публичный деятель. Она наиболее известна по своей роли Александры «Алекс» Кэбот в телесериале «Закон и порядок: Специальный корпус» и собственном спин-оффе «Убеждение».

## Карьера
Стефани Кэролайн Марч начала свою карьеру в качестве актрисы с выступлений в школьных постановках. После завершения обучения в школе она поступила в «Северо-западный университет», где изучала сценическую речь и оттачивала актёрское мастерство.
После завершения обучения она стала работать в театре. Она добилась успеха на первом же прослушивании. Она сыграла роль Елены в постановке «Сон в летнюю ночь» и в других проектах. В 1999 году она громко дебютировала на Бродвее в высоко оцененной критиками постановке «Смерть коммивояжера». Кроме этого, она начала свою карьеру и на телевидении, она появлялась в эпизодах сериалов и телефильмах.
Её крупнейший успех в карьере, её роль Алекс Кэбот в телесериале «Закон и порядок: Специальный корпус», где она играла с 2000 по 2003 год. В перерывах между съемками она снималась в таких фильмах как «Глава государства», «Мистер и миссис Смит» и других. В 2006 году она снималась в спин-оффе в своей роли Алекс Кэбот в драме канала «NBC» «Убеждение». Она вернулась в «Закон и порядок: Специальный корпус» в качестве приглашенной звезды а 2009 году в десятом сезоне шоу, а также в 19-й серии девятнадцатого сезона в 2018 году.
Она также появилась в фильмах «Изобретение лжи», в главной роли в фильме «Джесси Стоун: Ночной визит», сериалах «Анатомия страсти», «30 потрясений» и «Сделано в Джерси».

## Личная жизнь
В 2005—2015 годы Стефани была замужем за шеф-поваром Бобби Флэем.
С 1 сентября 2017 года Стефани замужем во второй раз за бизнесменом Дэном Бентоном, с которым она встречалась 22 месяца до их свадьбы.
Марч живёт в Нью-Йорке.
В 2000 году она позировала для мужского журнала «Maxim». В 2010 году она стала послом доброй воли компании «World of Children».

## Фильмография
| Год       |     | Русское название                    | Оригинальное название             | Роль              |
| --------- | --- | ----------------------------------- | --------------------------------- | ----------------- |
| 1997      | с   | Завтра наступит сегодня             | Early Edition                     | Арлин             |
| 2000      | тф  | Смерть коммивояжера                 | Death of a Salesman               | мисс Форсайт      |
| 2000—2012 | с   | Закон и порядок: Специальный корпус | Law & Order: Special Victims Unit | Александра Кэбот  |
| 2003      | кор | Комната фокусов                     | Focus Room                        | Ким               |
| 2003      | ф   | Глава государства                   | Head of State                     | Никки             |
| 2005      | ф   | Мистер и миссис Смит                | Mr. & Mrs. Smith                  | Джули, связной №1 |
| 2006      | тф  | Джесси Стоун: Ночной визит          | Jesse Stone: Night Passage        | Сисси Хэтуэй      |
| 2006      | ф   | Фланелевая пижама                   | Flannel Pajamas                   | Кэти              |
| 2006      | ф   | Психоанализ                         | The Treatment                     | Джулия            |
| 2006      | ф   | Восточный Бродвей                   | East Broadway                     | Кай Дуглас        |
| 2006      | с   | Убеждение                           | Conviction                        | Александра Кэбот  |
| 2006      | кор | Копия                               | Copy That                         | Стефани           |
| 2006      | с   | Студия 30                           | 30 Rock                           | Гретхен           |
| 2007      | с   | Анатомия страсти                    | Grey's Anatomy                    | Джейн             |
| 2009      | с   | Спаси меня                          | Rescue Me                         | медиум            |
| 2009      | ф   | Изобретение лжи                     | The Invention of Lying            | блондинка         |
| 2012      | ф   | Предрасположенность                 | Why Stop Now                      | Триш              |
| 2012      | с   | Сделано в Джерси                    | Made in Jersey                    | Натали Минка      |
| 2013      | ф   | Невинность                          | Innocence                         | Натали            |